# Eliaquim Mangala
Eliaquim Hans Mangala, född 13 februari 1991 i Colombes, är en fransk fotbollsspelare.

## Karriär
Den 31 januari 2018 lånades Mangala ut av Manchester City till Everton över resten av säsongen 2017/2018.
Den 20 januari 2022 värvades Mangala av Saint-Étienne, där han skrev på ett halvårskontrakt.

## Meriter
Standard Liège
- Jupiler League: 2008–09
- Belgiska cupen: 2010–11
- Belgiska supercupen: 2008, 2009

Porto
- Primeira Liga: 2011–12, 2012–13
- Supertaça Cândido de Oliveira: 2012, 2013

Manchester City
- Ligacupen: 2015/2016